# Trigona truculenta
Trigona truculenta är en biart som beskrevs av Almeida 1985. Trigona truculenta ingår i släktet Trigona och familjen långtungebin. Inga underarter finns listade i Catalogue of Life.